# Tito Quincio Flaminino

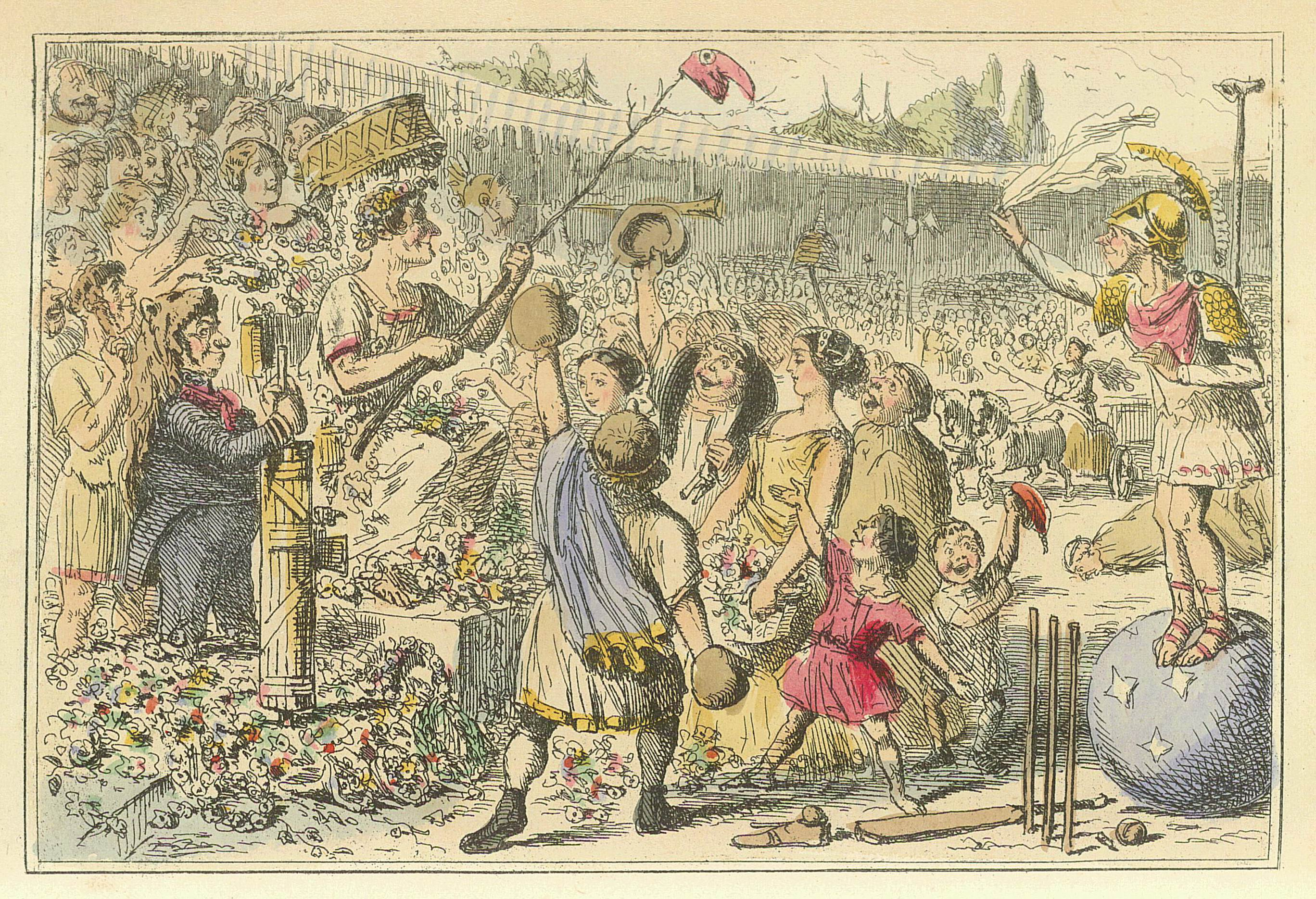
Flaminius restoring Liberty to Greece at the Isthmian Games (Flaminino restaura la libertad de Grecia en los Juegos Ístmicos), por John Leech, 1850.

Tito Quincio Flaminino (en latín: Titus Quinctius Flamininus; 228 a. C.-174 a. C.) fue un político y militar de la República romana.

## Inicio de su carrera pública
De acuerdo con Aurelio Víctor, era hijo de C. Flaminio, que cayó en la batalla del Lago Trasimeno; pero esta afirmación surge de una confusión de la gens Flaminia con la familia de los Flaminini.
Hermano del cónsul Lucio Flaminino, fue tribuno militar en 208 a. C., a las órdenes de Marcelo, y posteriormente cuestor, probablemente en Tarento, donde obtuvo el imperium (máxima autoridad civil y militar) durante varios años, a partir de 205 a. C.
En 201 a. C., fue nombrado decenviro para la organización del reparto de tierras entre los veteranos de Escipión el Africano, y posteriormente fue elegido triunviro para reforzar la colonia romana de Venusia (200 a. C.).

## Flaminino, cónsul
Pese a la oposición de los veteranos a los que había dado tierras, fue elegido cónsul en 198 a. C. y enviado a dirigir las guerras macedónicas contra Filipo V de Macedonia con un nuevo ejército y un nuevo planteamiento político.
En 199 a. C. Flaminino era cuestor, y hacia la expiración de su magistratura, postuló al consulado. A esta candidatura se opusieron dos tribunos de la plebe, Marco Fulvio Flaco y Manio Curio, quienes sostenían que debía primero pasar por las magistraturas de edil y de pretor, antes de aspirar al consulado, pero como había llegado a la edad legítima, el Senado declaró que tenía derecho a ser candidato. Los tribunos cedieron, y T. Quincio Flaminino fue elegido cónsul para el año 198 a. C., junto con Sexto Elio Peto. Cuando los dos cónsules sortearon sus provincias, T. Flaminino obtuvo Macedonia. 
De acuerdo con una resolución del Senado, tendría el mando de un ejército compuesto por 3.000 hombres y 300 jinetes, y como suplemento para armar el ejército contra Filipo de Macedonia, podía escoger a hombres que ya se habían distinguido en las campañas de Hispania y África.

## Flaminino contra Filipo V de Macedonia
Navegó de Brindisi a Córcira, donde dejó a las tropas que le seguían, y salió a Epiro, hacia el campamento romano. Después de haber despachado a su predecesor, Publio Vilio Tápulo, esperó unos días hasta que todas las tropas de Córcira llegaran al campamento. Luego celebró un consejo, para deliberar por qué vía se debía invadir Macedonia, y finalmente resolvió tomar por asalto el paso de Antigoneia, en las gargantas del río Aoo, que separa Macedonia del Epiro, paso que estaba ocupado por el enemigo. Durante cuarenta días trató de forzar el paso hasta que el cónsul envió a 4.300 hombres, a través de la montaña, para atacar la retaguardia de los macedonios. Estos últimos, huyeron con gran consternación hacia Tesalia: 2.000 hombres se perdieron, y su campamento quedó en manos de los romanos.  
Epiro inmediatamente se sometió a Flaminino, y su rendición fue aceptada, ya que la ambición del cónsul era aparecer como el libertador del yugo macedónico. El cónsul y su ejército marcharon hacia Tesalia. Flaminino sitió Faloria, la primera ciudad de Tesalia a la que llegó, y, después de una valiente resistencia de su guarnición, fue tomada por asalto, y reducida a un montón de cenizas, como una advertencia a los demás griegos. Pero esta acción no produjo el efecto deseado porque las principales ciudades fueron fuertemente guarnecidas, mientras el ejército macedonio estaba acampado en Tempe, donde el rey Filipo podía enviar socorros a sus aliados. 
Flaminino, ante esta resistencia, entró en la Fócida, hecho que le permitió comunicarse con la flota bajo el mando de su hermano Lucio, pero Elatea, que estaba fuertemente fortificada, ofreció una valiente resistencia, y durante un tiempo detuvo el avance del cónsul. Mientras tanto, su hermano Lucio, a petición suya, se las ingenió para firmar con la Liga Aquea una alianza, debido a que Aristeno, estratega de los aqueos, tenía una buena disposición hacia Roma. Sin embargo, Megalópolis, Dyme y Argos se mantuvieron fieles a Macedonia. 
Después de la captura de Elatea, Flaminino estableció sus cuarteles de invierno en Fócida y Lócrida, pero no llevaba allí mucho tiempo cuando estalló una insurrección en Opunte, en donde la guarnición macedónica se vio obligada a retirarse a la acrópolis. Algunos de los ciudadanos llamaron en su asistencia a los etolios, y otros a los romanos. 
Los primeros llegaron, pero las puertas no se abrieron hasta que Flaminino arribó y tomó posesión de la ciudad. Esto parece haber sido la primera causa del malestar de los etolios hacia los romanos. La guarnición macedonia permaneció en la acrópolis y Flaminino por el momento se abstuvo de asediarlos, ya que el rey Filipo acababa de hacer propuestas de paz. 
Un congreso se celebró en Nicea, que duró tres días. Flaminino y sus aliados, entre los cuales estaban los etolios, elaboraron una larga lista de demandas: la demanda principal, sin embargo, era que Filipo debía retirar sus guarniciones de todos los pueblos de Grecia. Por fin una tregua de dos meses se concluyó, durante la cual los embajadores de ambas partes serían enviados a Roma. La condición, sin embargo, en la que a Filipo se le permitió enviar a sus embajadores fue la evacuación de los pueblos de Fócida y Lócrida que todavía estaban en su posesión. 
Cuando los embajadores llegaron a Roma, los de Flaminino y sus aliados actuaron según los dictados del cónsul: declararon que Grecia no podía ser libre, mientras Demetrias, Calcis, y Corinto estuvieran ocupadas por guarniciones macedonias, y, a menos que Filipo retirara sus guarniciones, la guerra debía continuar. Cuando a los embajadores de Filipo V se les preguntó si su rey estaba dispuesto a renunciar a estas tres fortalezas, contestaron que no tenían instrucciones para responder a esa pregunta. 
De esta manera, el Senado despidió a los embajadores, y les dijo que si su soberano quería negociar la paz, debía hacerlo con Flaminino, a quien el Senado dio plenos poderes para actuar como él creyera conveniente, y cuyo imperium prolongó por tiempo indefinido. 
Nabis, tirano de Esparta, que había conquistado a traición Argos, invitó a Flaminino a una conferencia en aquella ciudad, en donde un tratado entre Flaminino y Esparta concluyó sin ningún tipo de dificultad, pues los romanos exigieron únicamente auxiliares, y el cese de las hostilidades contra los aqueos. Nabis quedó en poder de Argos. 
Cuando Flaminino hubo recibido los auxiliares de Nabis, marchó contra Corinto, con la esperanza de que el comandante de la guarnición, Filocles, un amigo de Nabis, seguiría el ejemplo del tirano, pero fue en vano. Flaminino luego entró en Beocia, que obligó a renunciar a la alianza con Filipo, y unirse a los romanos. Los acarnanios fueron los únicos aliados de Macedonia que se mantuvieron fieles.

## La Batalla de Cinoscéfalas

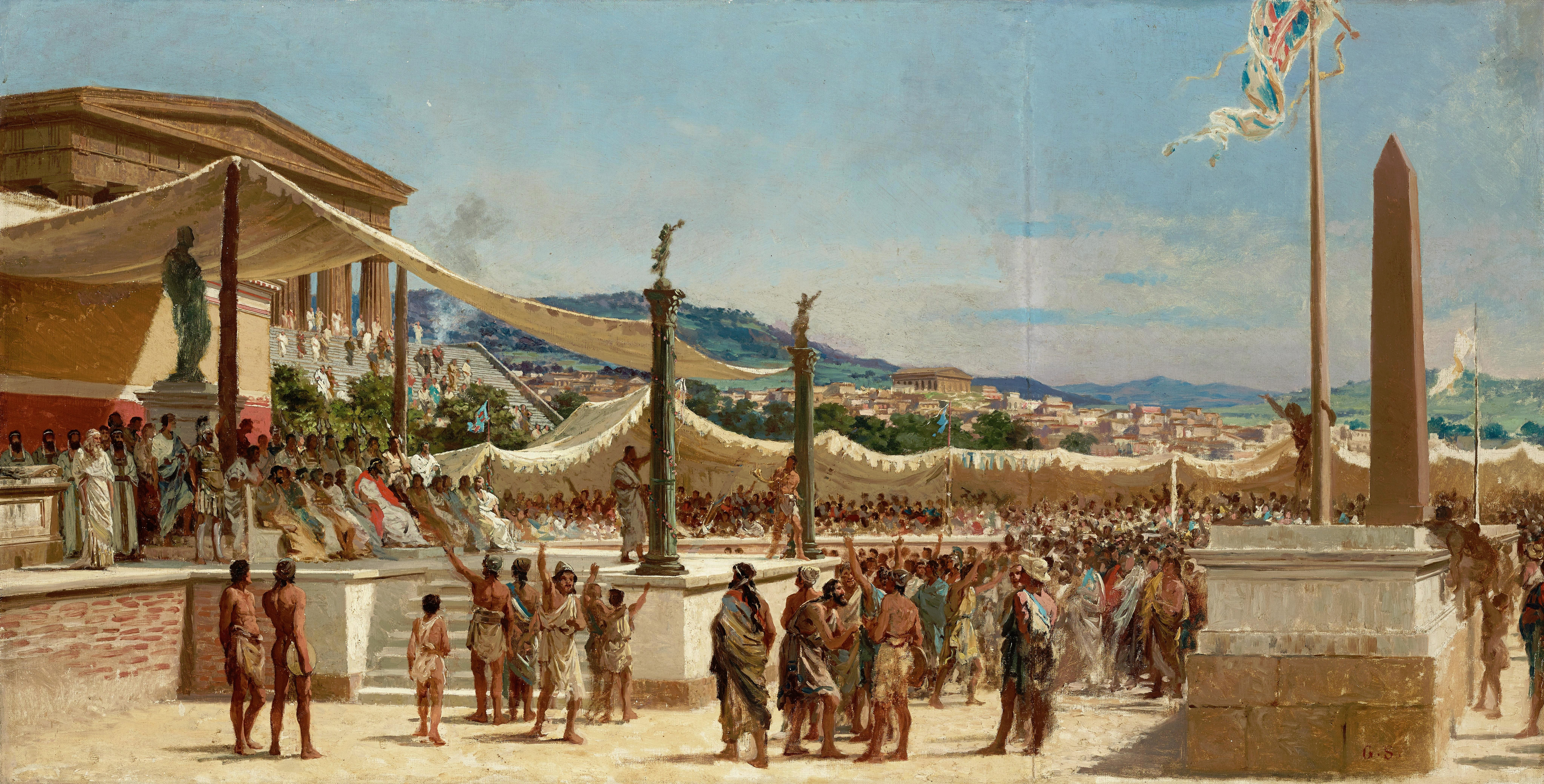
Tito Quinto concede la libertad a los griegos, de Giuseppe Sciuti.

En la primavera de 197 a. C., Flaminino dejó sus cuarteles de invierno para iniciar su segunda campaña contra Filipo. Su ejército, que había sido reforzado por aqueos y otros auxiliares, se incrementó en las Termópilas por un número considerable de etolios. Avanzó lentamente por Ftiótide. Filipo, a la cabeza de su ejército casi de igual número al de su oponente, avanzó más rápidamente hacia el sur. Después de una escaramuza entre la caballería romana y la macedónica, cerca de Feras, en la que los romanos se impusieron, las dos partes beligerantes se trasladaron hacia Farsalo y Escotusa. Una batalla se produjo cerca de una cadena de montañas llamada Cinoscéfalas (cabeza de perro), en la que el destino de Macedonia se decidió en un par de horas: 8.000 macedonios fueron muertos en su huida, y 5.000 fueron hechos prisioneros, mientras que Flaminino solo perdió 700 hombres. El resultado de esta batalla fue que las ciudades de Tesalia se rindieron a los romanos y Filipo pidió la paz. 
Después de la batalla de Cinoscéfalas, Flaminino restauró la libertad de todos los beocios que habían servido en el ejército de Filipo y habían sido hechos prisioneros. Pero, en vez de darle las gracias por ello, le confiaron el cargo de Beotarca a un hombre que había sido comandante en el ejército macedonio. Sin embargo, el partido romano en Tebas poco después lo asesinó, con el conocimiento de Flaminino. Cuando esto se supo, estalló un ardiente odio hacia los romanos, cuyo ejército estaba estacionado en los alrededores de Elatea en Fócida. Todos los romanos, que viajaban a través de Beocia, fueron asesinados y sus cuerpos quedaron insepultos en las carreteras. Se dice que el número de personas que perdieron la vida ascendió a 500. 
Después de que en vano Flaminino exigiera la reparación de estos crímenes, comenzó a devastar Beocia, y bloqueó Coronea y Acrefias, cerca de la cual la mayor parte de los romanos habían sido asesinados. Esto asustó a los beocios, que enviaron emisarios a Flaminino, quien, sin embargo, se negó a admitir a su presencia, pero la mediación de los aqueos prevaleció para que los tratara con indulgencia. Él por consiguiente hizo las paces con ellos, a condición de la entrega de los asesinos, y el pago de treinta talentos como reparación, en lugar de 100 que había exigido antes. 
En la primavera de 196 a. C., y poco después de la paz con Beocia, llegaron a Grecia diez comisionados romanos para organizar, conjuntamente con Flaminino, los asuntos del país y las condiciones de la paz definitiva que se iba a suscribir con Filipo.
En una ceremonia espectacular, proclamó la libertad total de los griegos continentales, en los Juegos Ístmicos de 196 a. C. y convenció a una legación senatorial de que era preciso cumplir sus promesas, si deseaban conservar la amistad de Grecia frente a Antíoco, que estaba a punto de pasar a Europa. Inició entonces una intensa labor diplomática para mantener a Antíoco lejos de Europa y arrebatarle las ciudades griegas de Asia Menor.
Terminados los Juegos, Flaminino y los diez comisionados se dedicaron a resolver los asuntos de Grecia, especialmente de los territorios que hasta entonces habían sido ocupados por los macedonios. Tesalia se dividió en cuatro estados separados -Magnesia, Perrebia, Dolopia y Tesaliótide- los etolios recibieron Ambracia, Fócida y Lócrida, pero no permitió a sus aliados de la Liga Etolia anexionarse algunas ciudades que les había prometido. Estableció así cierto equilibrio de poder en el norte de Grecia, pero ofendió a los etolios que comenzaron a mirar con simpatía a Antíoco III.
Los aqueos recibieron todas las posesiones macedonias en el Peloponeso, y, como un favor especial hacia Atenas, Flaminino extendió sus dominios también.

## Flaminino contra Nabis, Tirano de Esparta

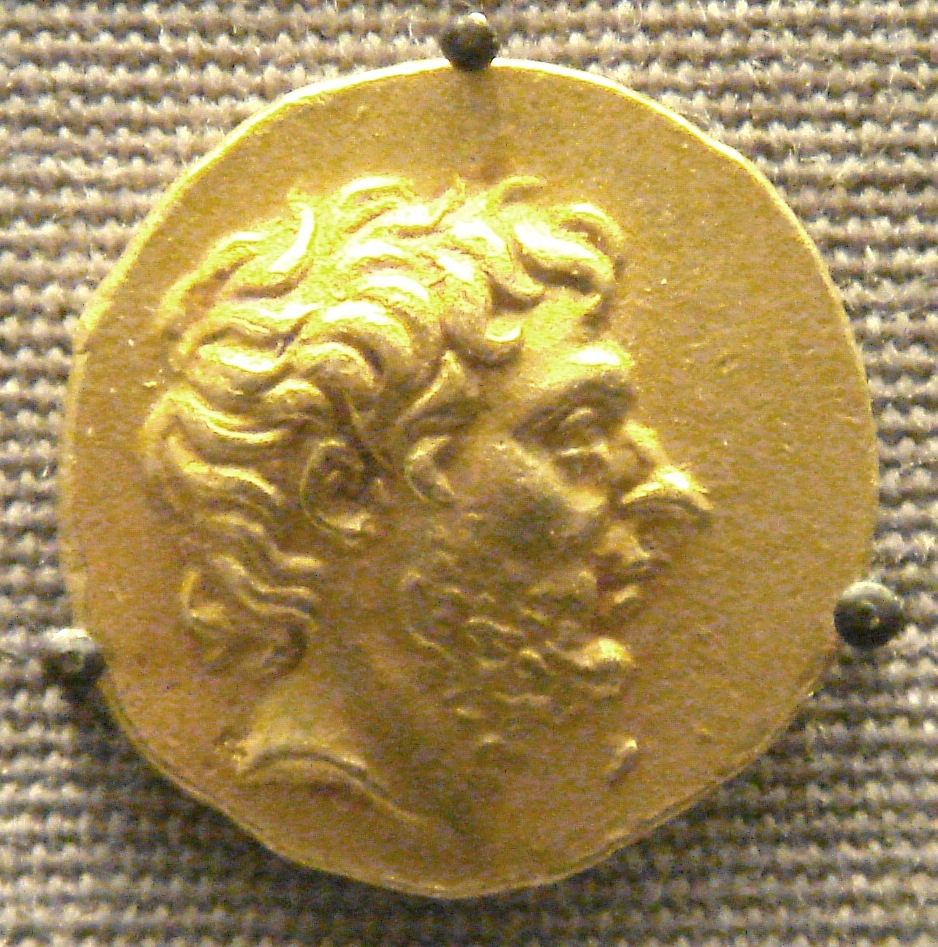
Moneda de Titus Quinctus Flamininus

La paz en Grecia no duró mucho debido a que la alianza de los romanos con Nabis no era aceptable para los romanos, y en la primavera de 195 a. C. Flaminino fue investido con plenos poderes por el Senado romano para actuar sobre Nabis como le pareciera adecuado. 
La Guerra contra Nabis se decretó con la sola oposición de los etolios y después de recibir refuerzos de los aqueos, el propio Filipo, Eumenes de Pérgamo, y los rodios, Flaminino marchó a Argos, donde la guarnición de los lacedemonios estaba al mando de Pitágoras, un cuñado de Nabis. 
Como los habitantes de Argos no se levantaron en contra de sus opresores, Flaminino resolvió dejar atrás Argos y marchar a Laconia. Nabis, aunque su ejército era inferior a la de sus oponentes, hizo los preparativos para una defensa más vigorosa. Dos batallas se libraron bajo las murallas de Esparta, en la que Nabis fue derrotado, pero Flaminino se abstuvo de asediar al tirano en su propia capital y optó por asolar el país y tratar de cortar los suministros. 
Con la ayuda de su hermano Lucio tomó la ciudad populosa y fuertemente fortificada de Gitión. La caída inesperada de este lugar convenció a Nabis que no podía resistir mucho tiempo más y pidió la paz. Tito llegó con Nabis a un acuerdo parecido al alcanzado con Filipo: se le permitió seguir reinando en Esparta, para así garantizar el equilibrio de poder entre el rey espartano y los aqueos, que eran aliados de Roma.
Mientras tanto, los argivos, que habían oído hablar de la probable derrota de Esparta, habían expulsado a su guarnición espartana. Flaminino ahora fue a Argos, asistió a la celebración de los juegos de Nemea, y proclamó la libertad de Argos, que se unió a la Liga Aquea. 
En el invierno siguiente, con el fin de refutar las insinuaciones de los etolios, Flaminino logró que el Senado romano aceptara retirar las guarniciones romanas de Acrocorinto, Calcis, Demetrias, y de otras ciudades griegas, antes de su salida del país. Posteriormente convocó, en la primavera de 194 a. C., a una asamblea de los griegos en Corinto, para despedirse de su amado pueblo, y Flaminino recibió honores, incluso divinos, en todas las ciudades de Grecia.
Acuñó una moneda conmemorativa de oro, con su propia efigie y regresó a Roma para celebrar el triunfo con una pompa desconocida hasta entonces, que duró tres días. Sus clientes griegos le erigieron una estatua de bronce en Roma con una inscripción en griego.
Poco después de que los romanos hubieran salido de Grecia, Antíoco de Siria y Nabis de Esparta fueron instigados por los etolios para tomar las armas contra Roma. Nabis no requería de mucha persuasión. Sitió Gitión, la cual estaba ocupada por los aqueos. El senado romano, que estaba informado de todo lo que estaba sucediendo en Grecia, envió una flota al mando de C. Atilio, en el año 192 a. C., y una embajada, encabezada por Flaminino.
Flaminino llegó a Grecia antes que Atilio, aconsejó a los griegos no emprender ninguna acción hasta la llegada de la flota romana. Pero como el peligro que amenazaba Gitión requería una acción rápida, la guerra contra Nabis se decretó. El tirano fue derrotado y Filopemen tenía en su poder decidir su caída con un golpe más, pero fue impedido por Flaminino y obligado a firmar una tregua con Nabis.

## Flaminino contra Antíoco Megas
Antíoco estaba haciendo serios preparativos para cruzar a Grecia y Flaminino, con diversas promesas, indujo a Filipo de Macedonia a unirse a los romanos en la guerra inminente. Las intrigas de los etolios, por otro lado, alienaban a varios pueblos de la causa de Roma. La llegada de Antíoco a Grecia aumentó este número, dando lugar a la denominada Guerra Romano-Siria. 
Flaminino asistió al congreso en Egio, en el que los sirios y los delegados de la Liga Etolia también se presentaron. Los etolios, como de costumbre, lanzaron diversas invectivas contra los romanos, y ataques personales contra Flaminino y exigían que los aqueos debían permanecer neutrales, pero Flaminino, ahora unido con Filopemen, se opuso a este consejo. De esta forma la mayoría de los aliados permanecieron fieles a Roma y, a petición de Flaminino, fueron enviadas tropas de inmediato a El Pireo y Calcis para suprimir el partido de los sirios en esos lugares. 
La guerra contra Antíoco terminó en Europa, en la batalla de las Termópilas, en el año 191 a. C.. Flaminino siguió permaneciendo en Grecia, en calidad de embajador plenipotenciario y ejerció una especie de protectorado sobre Grecia. 
La guerra contra los etolios comenzó nuevamente. Mientras el cónsul Manio Acilio Glabrión estaba sitiando Naupacto, Flaminino llegó al campamento romano y, tan pronto como los etolios lo vieron, le imploraron su protección. Él indujo al cónsul a levantar finalmente el sitio. 
En este tiempo estallaron insurrecciones en varias partes del Peloponeso, y Flaminino estuvo de acuerdo con el estratega de los aqueos en marchar contra Esparta: él mismo acompañó a los aqueos a Laconia, entregando Mesenia a los aqueos y anexionando Zacinto a Roma.

## Actuaciones posteriores
En 190 a. C. Flaminino regresó a Roma y fue nombrado censor el año siguiente con Marco Claudio Marcelo. 
En 183 a. C., enviado a Asia como parte de una embajada, intentó intervenir a su modo en el Peloponeso, aunque sin éxito y, a continuación, exigió al rey Prusias I de Bitinia la extradición de Aníbal, que acabó suicidándose.
Mientras el senado maniobraba para sustituir a Perseo (primogénito de Filipo), por Demetrio -también hijo del rey, pero de tendencias prorromanas- como príncipe heredero, Flaminino urdió una trama para que Demetrio sustituyera a su padre en el trono. Fruto de todo ello fue la ejecución de Demetrio (181 a. C.). Después de este fracaso desapareció de la vida pública para siempre.
En su calidad de patricio típico, Flaminino, veía el mundo en función de sus ambiciones personales, de su patriotismo romano, sus lealtades familiares y las relaciones patrono-cliente.
Fue el primero en desarrollar una política consistente en convertir al mundo griego (ciudades, ligas y reyes), nominalmente, en cliente de Roma, pero de hecho sometido a las injerencias de ésta.
Abrigaba la esperanza de que los griegos, a los que había liberado, siguieran sus instrucciones aunque no dispusiera de un mandato público. Consciente de la historia de Grecia y de las tradiciones helénicas, atrajo a muchos griegos por medio de su encanto personal y de su tacto, pero suscitó muchas antipatías debido a su falta de escrúpulos y a sus mentiras.
A medio camino entre el imperialista arrogante y el verdadero filoheleno de época posterior, sentó las bases de la difícil aceptación por los griegos de la hegemonía romana.
Parece que murió durante o poco antes de 174 a. C., pues su hijo celebró ese año unos juegos fúnebres en su honor.